# Childersburg (Alabama)
Childersburg es una ciudad ubicada en los condados de Talladega y Shelby en el estado estadounidense de Alabama. En el año 2000 tenía una población de 4927 habitantes y una densidad poblacional de 240,3 personas por km².

## Geografía
Childersburg se encuentra ubicada en las coordenadas 33°16′31″N 86°21′11″O / 33.27528, -86.35306. Según la Oficina del Censo, la localidad tiene un área total de 20,5 km² (7,9 mi²), de la cual 20 km² (7,7 mi²) es tierra y 0,5 km² (0 mi²) (2.50%) es agua.

## Demografía
Según la Oficina del Censo en 2000 los ingresos medios por hogar en la localidad eran de $23,932, y los ingresos medios por familia eran $30,524. Los hombres tenían unos ingresos medios de $31,892 frente a los $20,569 para las mujeres. La renta per cápita para la localidad era de $15,412. Alrededor del 23,8% de la población estaban por debajo del umbral de pobreza.